# آرمین ماهبانوزاده

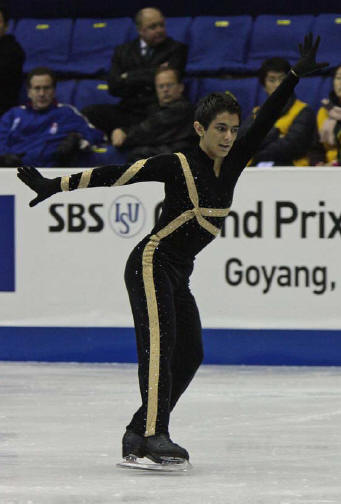

آرمین ماهبانوزاده (متولد ۱۵ اوت ۱۹۹۱ در شهر الکساندریا، ایالت ویرجینیا) ورزشکار امریکایی و دارای عناوین قهرمانی متعدد در سطح امریکا و جهان در رشته اسکیت روی یخ می‌باشد. او در سال ۲۰۰۹ دوره دبیرستان را به پایان رسانیده و در کالج دارتموث پذیرفته شده است.